# Babush i Serbëve
Babush i Serbëve (albanska Babushi i Serbëve, serbiska Srpski Babuš) är en by i Kosovo. Den ligger i kommunen Ferizaj. Enligt den senaste folkräkningen år 2011 fanns det 235 invånare i byn.

## Demografi
| Demografi | 2011 |
| --------- | ---- |
| albaner   | 234  |
| serber    | 1    |